# بوب مكدونالد
بوب مكدونالد (بالإنجليزية: Bob McDonald)‏ (25 فبراير 1895 بإنفرنيس في المملكة المتحدة - 1971) هو لاعب كرة قدم بريطاني (وحمل سابقاً جنسية المملكة المتحدة لبريطانيا العظمى وأيرلندا) في مركز الظهير. لعب مع توتنهام هوتسبير ونادي ليتون أورينت.

## وصلات خارجية
- بوب مكدونالد على موقع Soccerbase.com (لاعب) (الإنجليزية)